# کازیمیر ارنروت
کازیمیر ارنروت (انگلیسی: Casimir Ehrnrooth; ۶ آوریل ۱۹۳۱ – ۸ ژوئیهٔ ۲۰۱۵) فعال تجاری، و مدیر کارآفرین اهل فنلاند بود. او یک ثروتمند فنلاندی و رئیس سابق شرکت نوکیا بود. فعالیت تجاری او در صنعت جنگلداری آغاز شد و بعدها مدیر یوپی‌ام و نوردیا بود.